# Rowan Atkinson
Rowan Sebastian Atkinson (Consett, County Durham, Engeland, 6 januari 1955) is een Engels komiek, acteur en scriptschrijver. Hij is vooral bekend door zijn rollen op televisie in het satirische sketchprogramma Not the Nine O'Clock News en de sitcoms Blackadder, Mr. Bean, The Thin Blue Line en later een serieuze rol als Maigret. Hij was ook succesvol met de bewerkingen van Mr. Bean tot de bioscoopfilms Bean en Mr. Bean's Holiday en de films Johnny English, Johnny English Reborn en Johnny English Strikes Again.

## Biografie

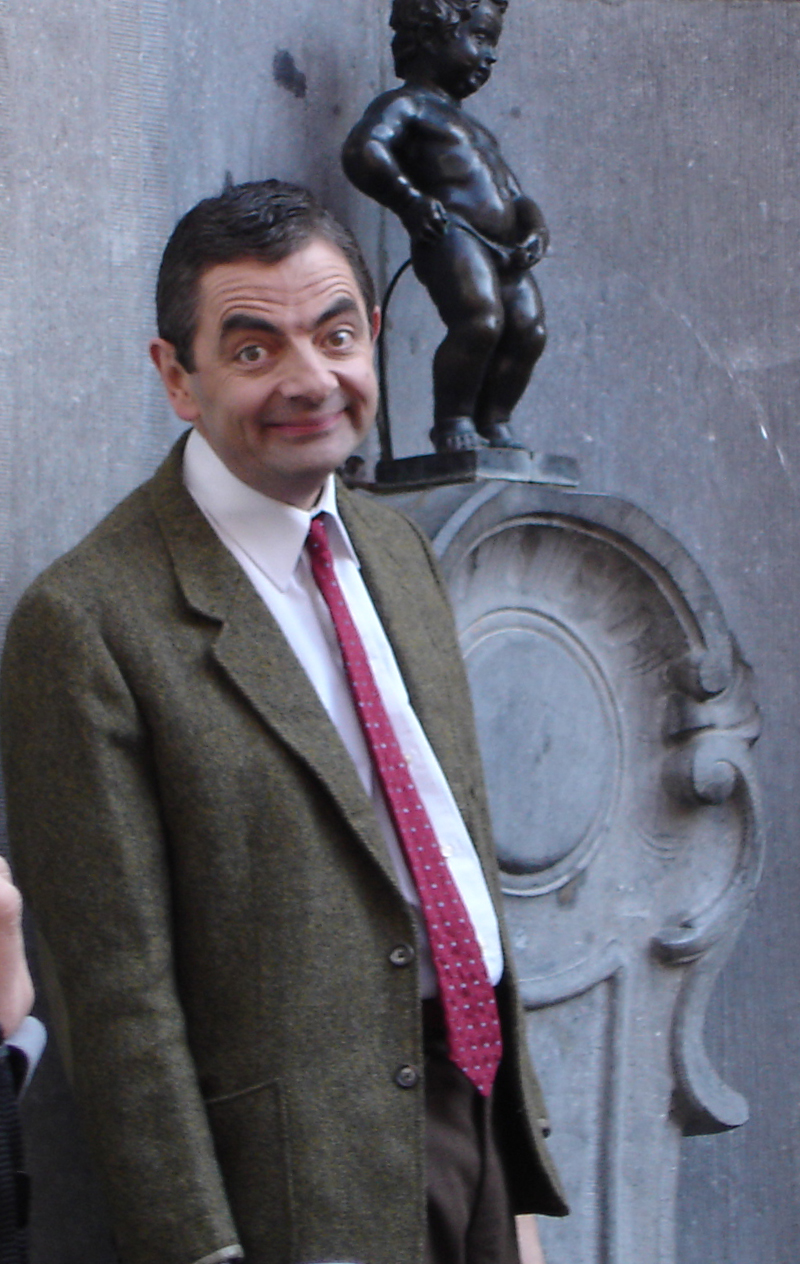
Rowan Atkinson als Mr. Bean bij Manneken Pis in Brussel (2007).

Atkinson is de jongste van vier kinderen van agrariër Eric Atkinson en Ella May. Hij werd thuis Anglicaans opgevoed.
Atkinson studeerde elektrotechniek aan de Universiteit van Newcastle en behaalde daarna een mastertitel aan het Queen's College van de Universiteit van Oxford.

### Carrière
Zijn komediecarrière begon tijdens het Edinburgh Festival. Daarna toerde hij door het land met een onemanshow met Angus Deayton als de aangever. Deze show werd gefilmd voor televisie en is nog steeds populair op video.
Zijn eerste televisieserie was Not the Nine O'Clock News. Het succes van deze serie maakte dat Atkinson de hoofdrol kreeg in de reeks Blackadder. Deze reeks kreeg in totaal nog drie vervolgen en enkele spin-offs. Na Blackadder kwam Atkinson met zijn bekendste creatie: Mr. Bean.
Atkinson acteert tevens in films. Zijn filmcarrière begon met een bijrol in de James Bondfilm Never Say Never Again en een hoofdrol in Dead on Time. In 2007 verscheen de film Mr. Bean's Holiday bij United International Pictures.
Begin 2009 ging Rowan Atkinson de rol van Fagin spelen in de musical Oliver! in het Royal Drury Lane Theatre in Londen. Cameron Mackintosh is de producent.
Atkinson heeft de laatste jaren in meerdere interviews aangegeven dat hij wil stoppen met Mr. Bean. Hij voelt zich te oud om zo kinderachtig te doen, en hij zal niet snel Mr. Bean spelen. Wel verscheen hij in 2014 nog in een reclame van Snickers en in 2017 nog kort in een veiligheidsvideo van British Airways en in Chinese film Top Funny Comedian: The Movie.

### Radio
Atkinson speelde in 1978 in het komische programma The Atkinson People van BBC Radio 3. Het bevat satirische interviews met fictieve beroemde mensen, die gespeeld werden door Atkinson zelf. De teksten waren geschreven door Atkinson en Richard Curtis, de producer was Griff Rhys Jones.

### Olympische Zomerspelen 2012
Tijdens de openingsceremonie van de Olympische Spelen van 2012 speelde Atkinson opnieuw de rol van Mr. Bean. Hierin was hij, als Mr. Bean, te zien als lid van het London Symphony Orchestra tijdens hun uitvoering van Chariots of Fire. Hij heeft slechts een minimale rol; hij hoeft maar 1 toets op een keyboard te bedienen, en is dan ook zichtbaar verveeld. Tijdens het optreden droomt hij even weg, en beeldt zich in hoe hij meedoet met de groep hardlopers uit de openingsscène van de gelijknamige film.

### Persoonlijk leven

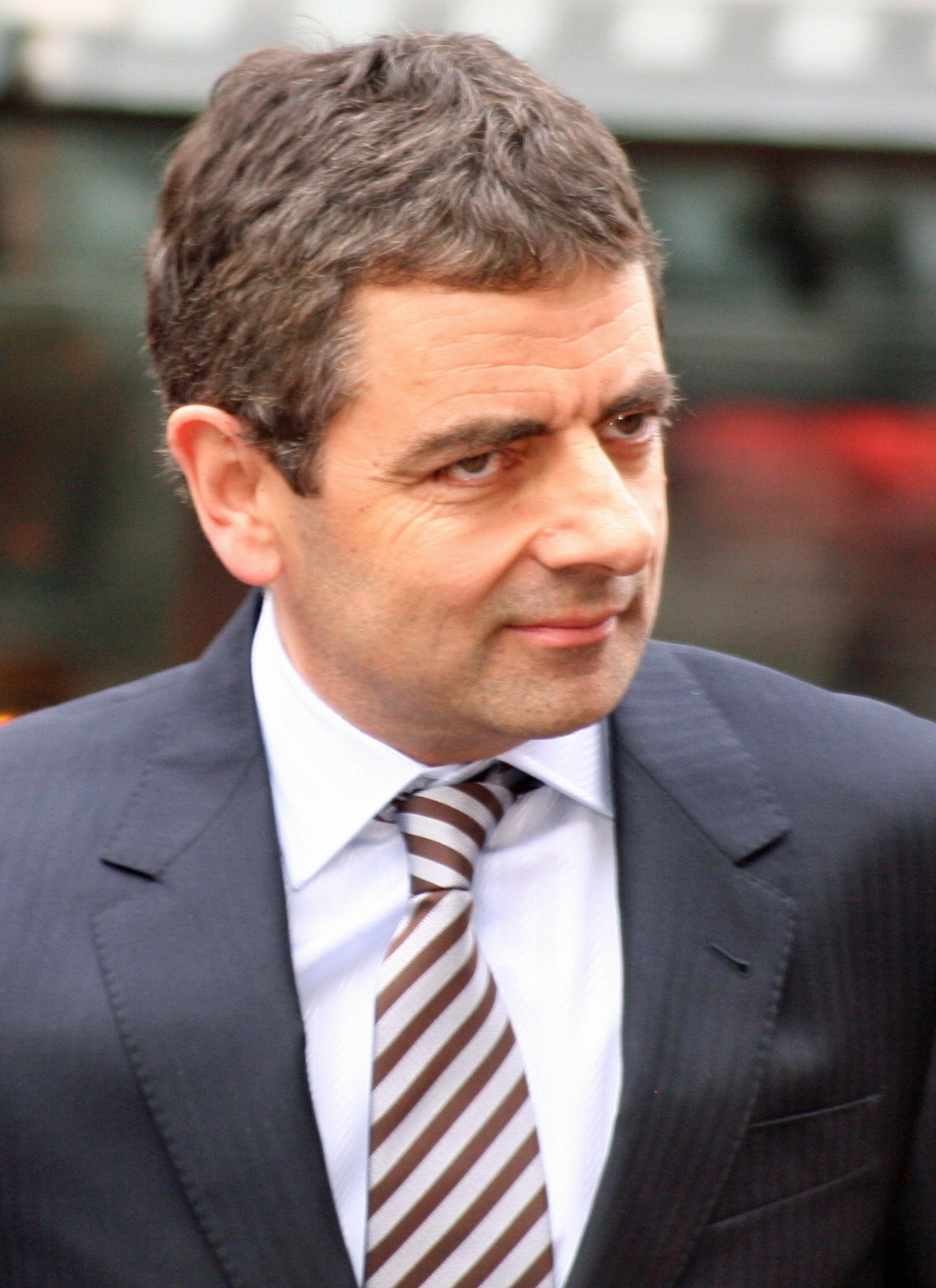
Rowan Atkinson in 2007

Atkinson is een van de rijkste tv-persoonlijkheden van Engeland. Zijn vermogen heeft hij te danken aan de vele royalty's. De serie Mr. Bean is namelijk verkocht aan vele landen en is daarnaast een van de meest vertoonde korte films in vliegtuigen.
Atkinson is een autofanaat, zo vertelt Jeremy Clarkson (van het bekende Britse televisieprogramma Top Gear) op zijn blog.
In tegenstelling tot zijn personage Mr. Bean, houdt Atkinson niet van kleine auto's zoals de Mini. Hij bezit onder meer een McLaren F1. Met deze auto had hij in augustus 2011 een zwaar ongeluk. Atkinson raakte bij dit ongeluk niet gewond en de auto kon later worden gerepareerd. Verder bezit hij twee Aston Martins, een Bentley, een Lotus en een Ferrari. Atkinson was te gast bij Top Gear in de rubriek "Star in a reasonably priced car". Hij legde met een Kia cee'd de snelste tijd op het Top Gear-parcours tot dan toe af en eindigde de serie uiteindelijk als tweede.
Eind jaren tachtig leerde Atkinson Sunetra Sastry kennen. Ze trouwden in 1990 in New York. Samen hebben ze twee kinderen. Voor zijn huwelijk met Sastry had Atkinson een relatie met actrice Leslie Ash. Intussen is Atkinson weer gescheiden; hij is sinds 2014 samen met actrice en comédienne Louise Ford, met wie hij in december 2017 een dochter kreeg.
In 2013 ontving Rowan Atkinson een hoge koninklijke onderscheiding. Hij werd benoemd tot Commandeur van de Orde van het Britse Rijk. Daaraan is niet de titel 'Sir' verbonden.

## Stijl
In zijn rol als Mr. Bean is Atkinsons stijl een strikt geplande, vaak fysieke komedie. Er wordt hierbij vrijwel geen woord gesproken. Hij wordt weleens beschreven als "de man met het rubberen gezicht". Zijn techniek wordt ook wel vergeleken met die van Buster Keaton.
In zijn andere rollen ligt echter vaker de nadruk op taal- en woordgrappen.

## Theater
Rowan Atkinson verscheen in 2009 in de vertoning van de West End-musical Oliver! als Fagin. De regisseur was Rupert Goold. Een jaar eerder verscheen hij in een pre-West End run van de show in Oxford, geregisseerd door Jez Bond.